# Govind Perumal
Govind Perumal (25 settembre 1925 – Nala Sopara, 17 settembre 2002) è stato un hockeista su prato indiano.
Ha partecipato a due edizioni dei giochi olimpici conquistando altrettante medaglie d'oro con la nazionale di hockey su prato dell'India.

## Palmarès
Olimpiadi
- 2 medaglie:
  - 2 ori (Helsinki 1952, Melbourne 1956)